# Mieming

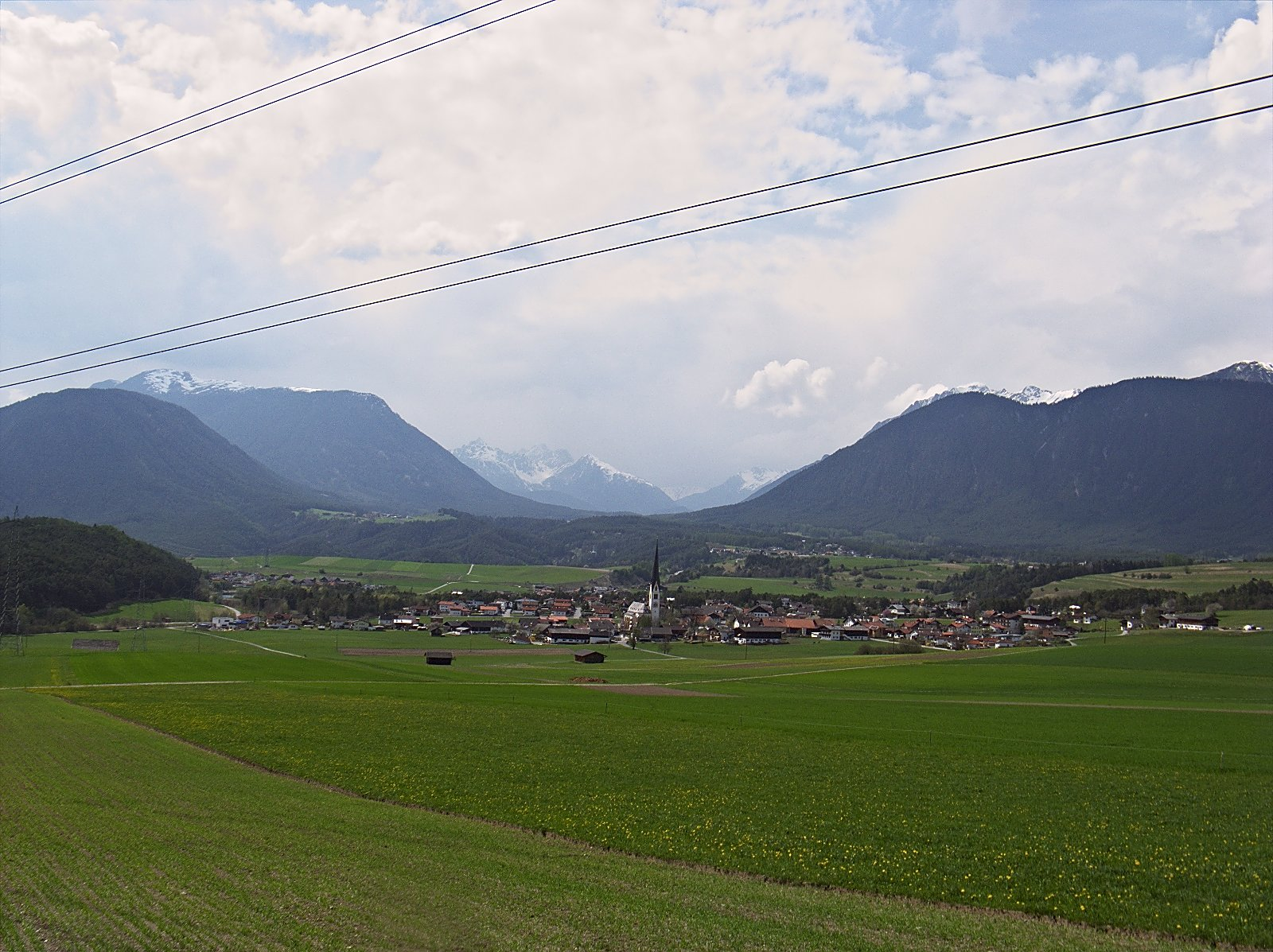
Untermieming von Osten

Mieming (sprich „Miaming“ [miəˈmiŋ]) ist eine Gemeinde mit 3971 Einwohnern (Stand 1. Jänner 2024) im Bezirk Imst (Gerichtsbezirk Silz) des Bundeslandes Tirol in Österreich.

## Geographie
Mieming liegt in der Mitte des Mieminger Plateaus oberhalb des Oberinntals, am Fuß des Mieminger Gebirges. Das Gemeindegebiet umfasst auch einen kleinen Teil des von Leutasch abzweigenden Gaistals, das schon hinter der Mieminger Kette liegt. Dadurch grenzt Mieming nördlich auch an die Staatsgrenze nach Deutschland an. Die südliche Gemeindegrenze verläuft in der Mitte des Inns.
Durch die klimatisch günstige, auch im Winter sehr sonnige Lage, den vergleichsweise geringen Föhneinfluss, die Nähe zur Marktgemeinde Telfs und die gute Anbindung an die Inntalautobahn A12 erfährt Mieming ein deutliches Siedlungswachstum; die Ortsteile Barwies und Obermieming sind praktisch zusammengewachsen, und die Siedlungen in Weidach und Untermieming entwickeln sich dynamisch. Vor allem ziehen mehr und mehr junge Paare zu, die nach Innsbruck pendeln.

### Ortschaften
Das Gemeindegebiet umfasst folgende vier Ortschaften (in Klammern Einwohnerzahl Stand 1. Jänner 2024) mit den dazugehörigen Orten:
| - Barwies (1179) - Freundsheim - Fronhausen - Krebsbach - Lärchet - Zirchbichl - Obermieming (1590) - Lehnsteig | - See (533) - Tabland - Weidach - Zein - See - Untermieming (669) - Fiecht - Untermieming |

### Nachbargemeinden
| Ehrwald (RE)           | Garmisch-Partenkirchen                      |                               |
| Biberwier (RE) Obsteig | Kompassrose, die auf Nachbargemeinden zeigt | Wildermieming (IL) Telfs (IL) |
| Mötz                   | Stams                                       | Rietz                         |

## Geschichte
Der Beginn der Besiedlung der Region, in der heute Mieming liegt, geht bis in das Jahr 15 v. Chr. zurück, als die Römer das Inntal eroberten und ihrer Provinz Rätien zuteilten. Spuren dieser Besiedelung fehlen aber bis heute, auch wenn anzunehmen ist, dass sich hier einige Menschen niederließen. Es ist auch zu vermuten, dass zwischen der Via Claudia Augusta, einem Weg über den Fernpass nach Augsburg und der Straße von Veldidena über Scharnitz nach Augsburg eine Verbindung bestand, die über das heutige Mieming führte.
Nach dem Ende des römischen Reiches im Jahre 476 n. Chr. wurde Tirol Teil des westgotischen Reiches und die Bayern wanderten friedlich in den Siedlungsraum ein. Auch wenn der genaue Zeitpunkt der Besiedelung durch die Bayern nicht feststeht, bleibt gesichert, dass Mieming auf jeden Fall zu den altbairischen Siedlungsgebieten zählt.
Im Jahr 1071 wird „Mieminga“ unter anderen Gütern in der Dotationsliste des Augsburger Kollegiatstifts St. Gertrud erstmals genannt. Der Name mit dem typisch bajuwarischen ing-Suffix geht auf einen Ursiedler namens Miemo zurück.

### Bevölkerungsentwicklung
EinwohnerJahr50010001500200025003000350040001860189019201950198020102040EinwohnerEinwohnerentwicklung von Mieming

## Kultur und Sehenswürdigkeiten

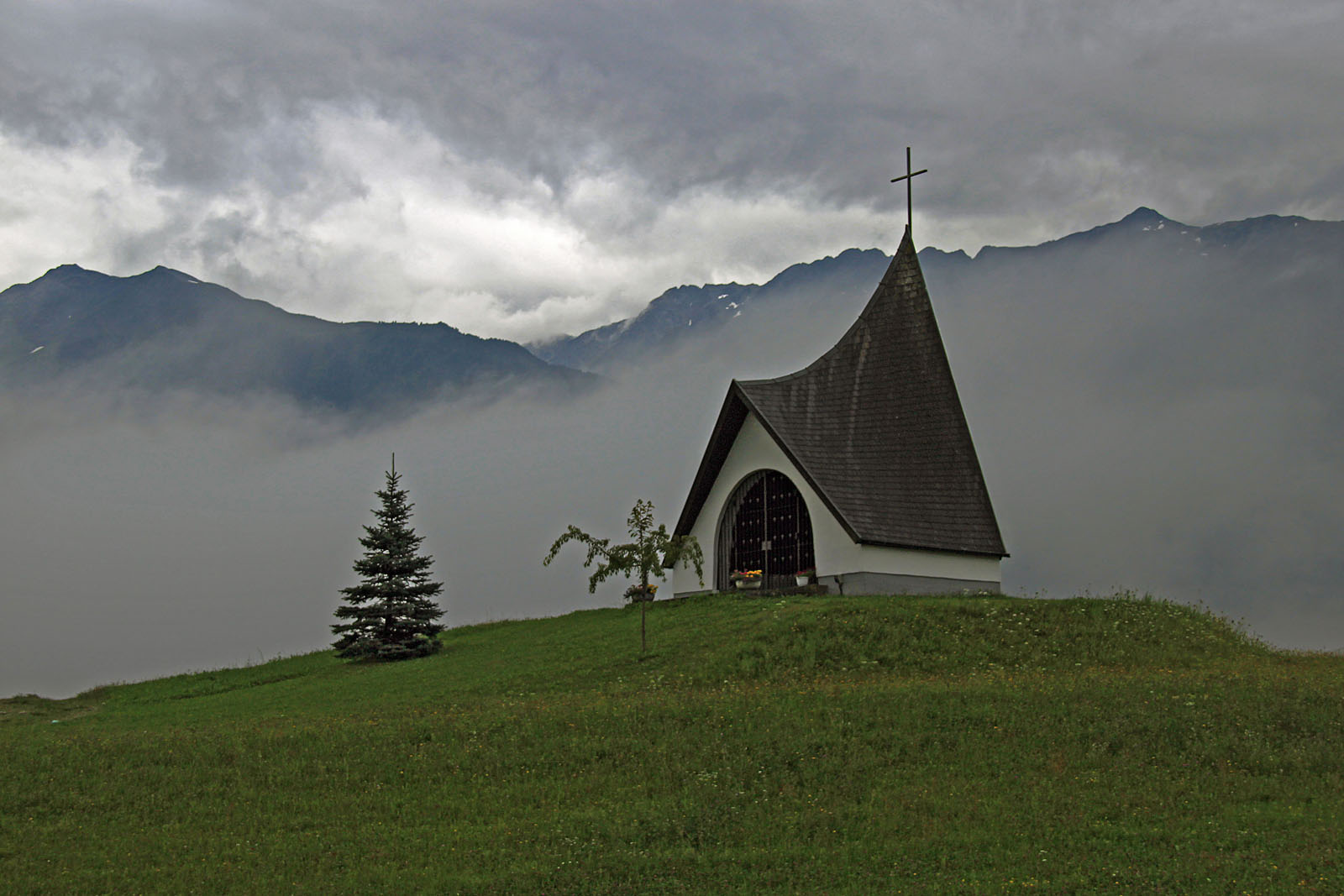
Krebsbach Kapelle

- Pfarrkirche hl. Dreifaltigkeit in Barwies
- Pfarrkirche Mariä Himmelfahrt in Untermieming
- Filialkirche hl. Georg in Obermieming
- Stamser Steg

## Wirtschaft und Infrastruktur
Von Bedeutung ist neben der Landwirtschaft auch der Tourismus mit Konzentration auf die Sommersaison.

### Freizeit und Tourismus
Mieming bietet ein sehr großes Freizeitangebot im sportlichen und kulturellen Bereich. Nicht nur Wanderwege sind in großer Anzahl zu finden, sondern auch Radtouren können von hier aus gestartet werden. Weitere Angebote gibt es im Bereich Reiten, Motorrad, Klettern, Wassersport und vieles mehr. Es gibt einen 27-Loch-Golfplatz. Am 12. September 2018 wurde vom Mieminger Gemeinderat einstimmig dafür gestimmt das Trainingszentrum des FC Wacker Innsbruck aktiv zu unterstützen, um die Platznot des FCW zu minimieren.

## Politik

### Gemeinderat
Der Gemeinderat besteht aus 15 Volksvertretern.
| Partei                                      | 2022    | 2022    | 2022      | 2016  | 2016    | 2016      | 2010  | 2010    | 2010      |
| Partei                                      | Prozent | Stimmen | Mandatare | %     | Stimmen | Mandatare | %     | Stimmen | Mandatare |
| ------------------------------------------- | ------- | ------- | --------- | ----- | ------- | --------- | ----- | ------- | --------- |
| Mieming – Team Martin Kapeller (TEAM MK) 1) | 77,62   | 1436    | 12        | 45,05 | 942     | 7         |       |         |           |
| Team FELS für Mieming (FELS)                | 22,38   | 414     | 3         |       |         |           |       |         |           |
| Gemeinsam für Mieming – Dr. Franz Dengg     |         |         |           | 44,86 | 938     | 7         | 48,23 | 970     |           |
| Team Stern – Mieming transparent (STERN)    |         |         |           | 10,09 | 211     | 1         |       |         |           |
| Mit Mieming – für Mieming                   |         |         |           |       |         |           | 20,54 | 413     |           |
| Liste für ein lebenswertes Mieming          |         |         |           |       |         |           | 17,90 | 360     |           |
| Liste Stern                                 |         |         |           |       |         |           | 13,33 | 268     |           |

1) Die Partei trat 2016 unter dem Namen „Mieming Liste 2 Martin Kapeller“ an.

### Bürgermeister
In den Jahren 2010 und 2016 wurde Franz Dengg zum Bürgermeister gewählt. Seit 2022 ist Martin Kapeller Bürgermeister von Mieming.

### Wappen
Blasonierung: In einem gespaltenen weiß-roten Schild im weißen Feld ein Wacholderzweig.
Das 1953 verliehene Gemeindewappen zeigt mit Weiß und Rot die Tiroler Landesfarben. Der Wacholderzweig verweist darauf, dass diese Pflanze in der Mieminger Gegend weit verbreitet ist, was schon im Tiroler Landreim von 1558 erwähnt wird.

### Städtepartnerschaften
- Limas: französische Gemeinde im Département Rhône in der Region Auvergne-Rhône-Alpes.

## Persönlichkeiten

### Ehrenbürger
- 2023: Herwig van Staa (* 1942), Landeshauptmann von Tirol 2002–2008[11]

### Söhne und Töchter der Gemeinde
- Reinhard Neuner (* 1969), Biathlet

### Mit der Gemeinde verbundene Persönlichkeiten
- Uli Brée (* 1964), Drehbuchautor, Regisseur und Schauspieler
- Ann-Kathrin Kramer (* 1966), Schauspielerin und Autorin
- Harald Krassnitzer (* 1960), Schauspieler und Moderator
- Ernst Schroffenegger (1905–1994), Maler
- Jonas Schuster (* 2003), Skispringer
- Eduard Wallnöfer (1913–1989), Landeshauptmann von Tirol 1963–1987
- Andreas Widhölzl (* 1976), Skispringer, Skisprungtrainer